# Generador de neutrons
Els generadors de neutrons són dispositius font de neutrons que contenen acceleradors de partícules lineals compactes i que produeixen neutrons fusionant isòtops d'hidrogen. Les reaccions de fusió tenen lloc en aquests dispositius accelerant el deuteri, el triti o una barreja d'aquests dos isòtops en un objectiu d'hidrur metàl·lic que també conté deuteri, triti o una barreja d'aquests isòtops. La fusió d'àtoms de deuteri (D + D) dona lloc a la formació d'un ió heli-3 i un neutró amb una energia cinètica d'aproximadament 2,5 MeV. La fusió d'un àtom de deuteri i triti (D + T) dona lloc a la formació d'un ió heli-4 i un neutró amb una energia cinètica d'aproximadament 14,1 MeV. Els generadors de neutrons tenen aplicacions en medicina, seguretat i anàlisi de materials.
El concepte bàsic va ser desenvolupat per primera vegada per l'equip d'Ernest Rutherford al Laboratori Cavendish a principis dels anys trenta. Utilitzant un accelerador lineal impulsat per un generador Cockcroft-Walton, Mark Oliphant va dirigir un experiment que va disparar ions deuteri a una làmina metàl·lica infusió de deuteri i va notar que un petit nombre d'aquestes partícules desprenia partícules alfa. Aquesta va ser la primera demostració de fusió nuclear, així com el primer descobriment d'heli-3 i triti, creat en aquestes reaccions. La introducció de noves fonts d'energia ha reduït contínuament la mida d'aquestes màquines, des d'Oliphant's que omplia la cantonada del laboratori, fins a màquines modernes que són altament portàtils. Durant les últimes cinc dècades s'han construït milers de sistemes tan petits i relativament econòmics.
Si bé els generadors de neutrons produeixen reaccions de fusió, el nombre d'ions accelerats que provoquen aquestes reaccions és molt baix. Es pot demostrar fàcilment que l'energia alliberada per aquestes reaccions és moltes vegades inferior a l'energia necessària per accelerar els ions, de manera que no hi ha possibilitat que aquestes màquines s'utilitzin per produir energia de fusió neta. Un concepte relacionat, la fusió de feix de col·lisió, intenta abordar aquest problema mitjançant dos acceleradors que es disparen l'un a l'altre.

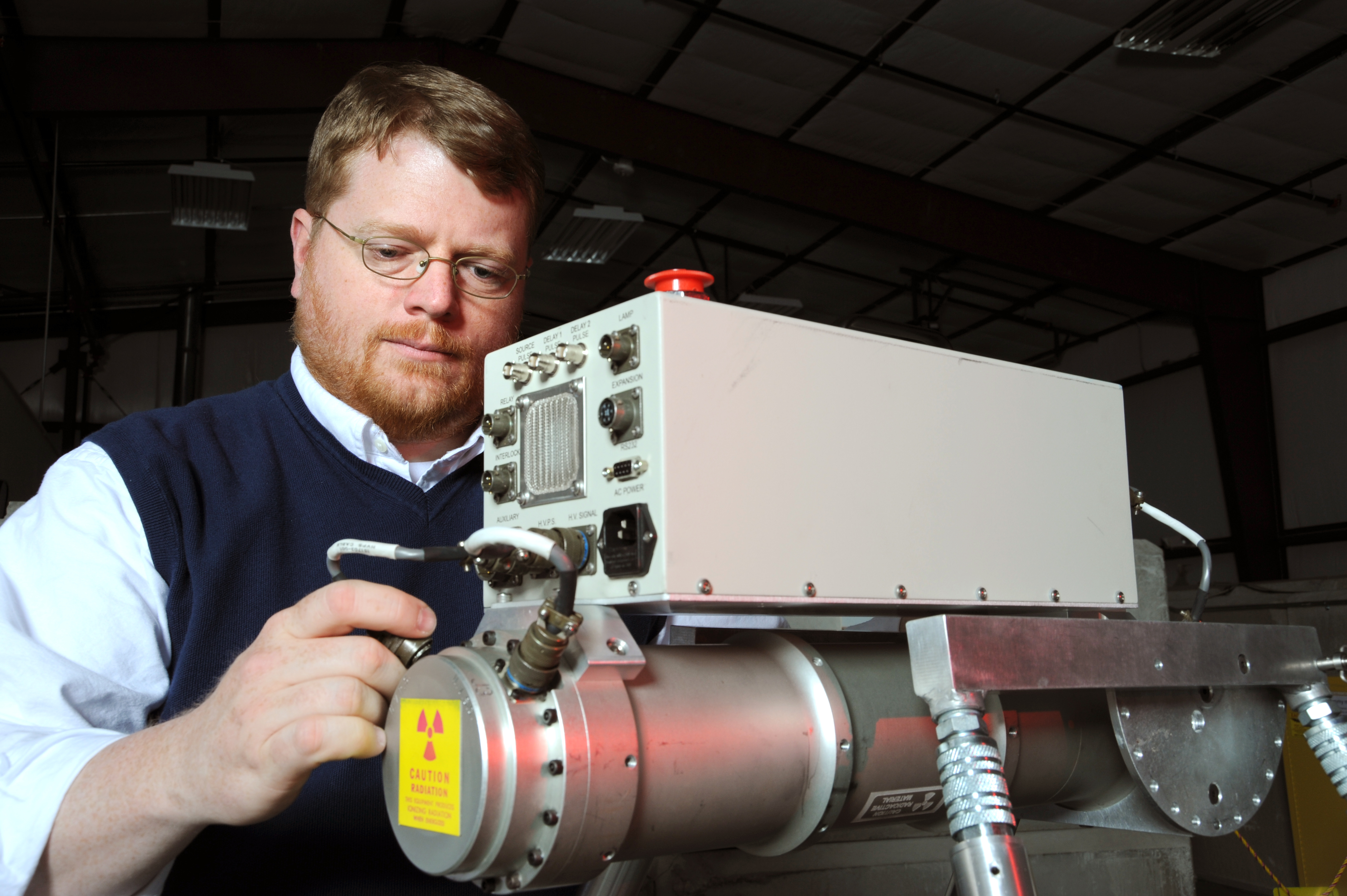
El físic nuclear del Laboratori Nacional d'Idaho organitza un experiment amb un generador electrònic de neutrons.

## Teoria i funcionament del generador de neutrons
Els petits generadors de neutrons que utilitzen les reaccions de fusió de deuteri (D, hidrogen-2, 2H) triti (T, hidrogen-3, 3H) són les fonts de neutrons basades en acceleradors més comuns (a diferència dels isòtops radioactius). En aquests sistemes, els neutrons es produeixen creant ions de deuteri, triti o deuteri i triti i accelerant-los en un objectiu d'hidrur carregat de deuteri, o deuteri i triti. La reacció DT s'utilitza més que la reacció DD perquè el rendiment de la reacció DT és de 50 a 100 vegades més gran que el de la reacció DD.
D + T → n + 4He   En = 14.1 MeV
D + D → n + 3He   En = 2.5 MeV
Els neutrons produïts per les reaccions DD i DT s'emeten una mica anisotròpicament des de l'objectiu, lleugerament esbiaixats en la direcció cap endavant (en l'eix del feix d'ions). L'anisotropia de l'emissió de neutrons de les reaccions DD i DT sorgeix del fet que les reaccions són isòtropes al sistema de coordenades del centre del moment (COM), però aquesta isotropia es perd en la transformació del sistema de coordenades COM al marc de referència del laboratori. En ambdós marcs de referència, els nuclis d'He retrocedeixen en la direcció oposada al neutró emès d'acord amb la llei de conservació de la quantitat de moviment.
La pressió del gas a la regió de la font d'ions dels tubs de neutrons oscil·la generalment entre 0,1 i 0,01 mm Hg. El camí lliure mitjà dels electrons ha de ser més curt que l'espai de descàrrega per aconseguir la ionització (límit inferior de pressió), mentre que la pressió s'ha de mantenir prou baixa per evitar la formació de descàrregues a les altes tensions d'extracció aplicades entre els elèctrodes. La pressió a la regió acceleradora, però, ha de ser molt més baixa, ja que el camí lliure mitjà dels electrons ha de ser més llarg per evitar la formació d'una descàrrega entre els elèctrodes d'alta tensió.
L'accelerador d'ions normalment consta de diversos elèctrodes amb simetria cilíndrica, que actuen com una lent einzel. Així, el feix d'ions es pot enfocar a un petit punt de l'objectiu. Els acceleradors solen requerir fonts d'alimentació de 100-500 kV. Normalment tenen diverses etapes, amb una tensió entre les etapes no superior a 200 kV per evitar l'emissió de camp.
En comparació amb les fonts de neutrons radionúclids, els tubs de neutrons poden produir fluxos de neutrons molt més alts i es poden obtenir espectres d'energia de neutrons consistents (monocromàtics). També es pot controlar la velocitat de producció de neutrons.

## Aplicacions
Els generadors de neutrons troben aplicació en la indústria de producció de semiconductors. També tenen casos d'ús en l'enriquiment d'urani empobrit, l'acceleració de reactors reproductors i l'activació i excitació de reactors experimentals de tori.
En l'anàlisi de materials, l'anàlisi d'activació de neutrons s'utilitza per determinar la concentració de diferents elements en materials barrejats com ara minerals o minerals.